# Rotbrust-Zwergkauz

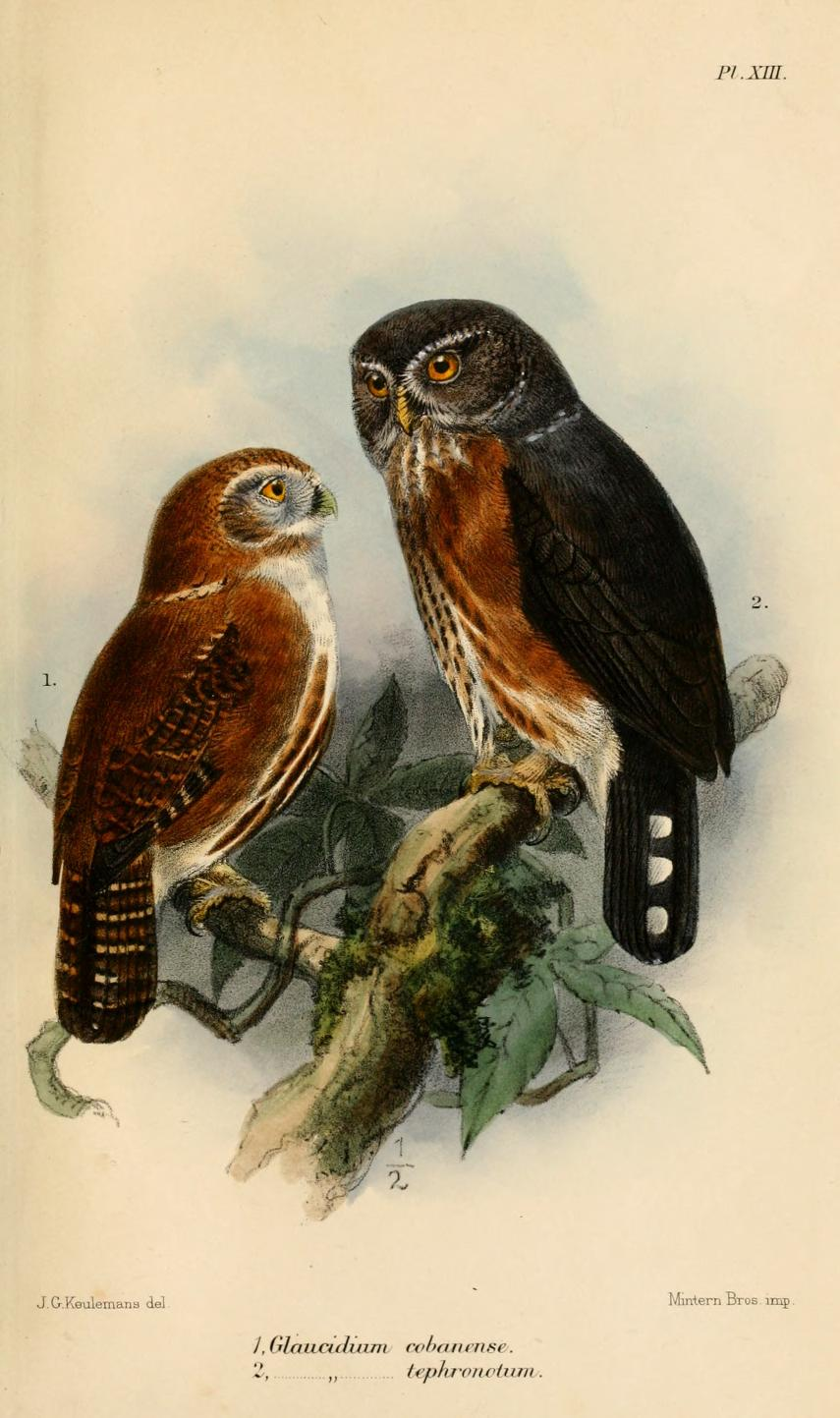
Rotbrust-Zwergkauz (rechts) und Guatemalazwergkauz (links)

Der Rotbrust-Zwergkauz (Glaucidium tephronotum) auch Rotbrust-Sperlingskauz ist eine kleine Eulenart aus der Gattung der Sperlingskäuze. Er kommt ausschließlich in Afrika südlich der Sahara vor.

## Erscheinungsbild
Der Rotbrust-Zwergkauz erreicht eine Körpergröße von 17 bis 18 Zentimetern. Der Kopf ist rundlich und Federohren fehlen. 
Die Körperoberseite ist dunkelbraun oder gräulich. Stirn und Scheitel weisen keine Flecken auf. Im Nacken findet sich ein undeutliches Occipitalgesicht. Die Körperunterseite ist weißlich. Die Brustseiten und die Flanken sind rostbraun bis orange überwaschen. Von den Halsseiten bis zum Bauch ist er dunkel gefleckt. Die Augen sind gelb, die Läufe befiedert. 

## Verbreitungsgebiet und Lebensraum
Der Rotbrust-Zwergkauz kommt in Westafrika von Liberia, der Elfenbeinküste, Ghana, Südkamerun und dem Kongobecken bis nach Uganda und in den Westen von Kenia vor. Er ist ein Standvogel, der bevorzugt Primärwälder und Strauchland bis in Höhenlagen von 2150 Meter über NN besiedelt.

## Lebensweise
Der Rotbrust-Zwergkauz ist dämmerungs- und nachtaktiv. Er übertagt in Baumhöhlen, jagt aber an wolkenverhangenen Tagen auch während des Tages. Das Nahrungsspektrum besteht überwiegend aus Insekten. Er frisst unter anderem Käfer, Gottesanbeterinnen, Nachtfalter und Kakerlaken. Er schlägt aber auch kleine Säugetiere bis zur Größe kleiner Ratten sowie Kleinvögel. Die Fortpflanzungsgewohnheiten sind weitgehend unerforscht. Er brütet vermutlich in Nisthöhlen.

## Belege

### Einzelbelege
1. ↑   König et al., S. 393
2. ↑   König et al., S. 394